# Sinfonia n. 2 (Skrjabin)
La Sinfonia n. 2 di Aleksandr Nikolaevič Skrjabin, Op. 29, in do minore, fu scritta nel 1901 e fu eseguita per la prima volta a San Pietroburgo sotto la direzione di Anatolij Konstantinovič Ljadov il 12 gennaio 1902. Strutturalmente è la più convenzionale delle sinfonie di Skrjabin.

## Struttura
La sinfonia è composta da cinque movimenti, sebbene i primi due e gli ultimi due siano collegati tra loro senza interruzione:
1. Andante (do minore)
2. Allegro (mi bemolle maggiore)
3. Andante (si maggiore)
4. Tempestoso (fa minore)
5. Maestoso (do maggiore)

## Analisi
Il lavoro presenta tuttavia un'ampia trasformazione tematica che stabilisce un legame ciclico tra i suoi movimenti. Il cupo tema iniziale del primo movimento è sviluppato in un inno trionfante che funge da soggetto principale del finale.
Quando Vassily Safonoff, direttore della New York Philharmonic dal 1903 al 1919, diresse per la prima volta la Seconda Sinfonia di Skrjabin, agitò la partitura verso l'orchestra e disse: "Ecco la nuova Bibbia, signori..."